# Grèves de mars 1950 dans la métallurgie en France
Les grèves de mars 1950 dans la métallurgie en France ont touché la sidérurgie française dans la plupart des régions de France pendant trois semaines, au moment de la modernisation de 1948-1950 permise par les investissements du Plan Marshall, et se sont étendues à d'autres grands secteurs de l'économie pour devenir une grève interprofessionnelle en faveur des hausses de salaire.

## Histoire

### Situation dans la sidérurgie
Les grèves de mars 1950 ont touché la sidérurgie française au moment où la modernisation de 1948-1950 permise par les investissements du Plan Marshall et les gains de productivité qu'elle a permise sont le prétexte à l'instaurations de sous-effectifs: la durée du travail bat des records, 62 heures par semaine en 1950, contre 44 heures en 1938 et se multiplient les accidents mortels du travail: 24 en 1949, puis 19 en 1950  pour le seul bassin de Longwy (13% de l'effectif national), ce qui déclenche trois semaines de  grève nationale.
Le mouvement surprend par son ampleur dans la région sidérurgique de la Lorraine, particulièrement exposée aux nouveaux gains de productivité. Son succès s'explique par la façon décevante dont a été appliquée la nouvelle loi du 11 février 1950 sur les conventions collectives et la grève a surtout lieu contre "le retour à la libre négociation des salaires avec le patronat". Les employeurs n'accordent que des hausses de salaires décevantes dans la sidérurgie de la région parisienne, d'où part le mouvement, avant de s'étendre aux autres régions et de toucher rapidement 400000 salariés dans la sidérurgie-métallurgie.

### La grève à Renault Billancourt
Billancourt a connu en 1950 grève la plus longue et la plus unanime, la seconde plus grande de son histoire après celle de 1968. Le 9 février, 50% des ouvriers débrayent à Billancourt et elle dure quatre semaines, à la suite de la loi du 11 février 1950 sur la liberté de négociation entre syndicats et patrons, à l'aube d'années 1950 qui voient une très forte croissance du marché automobile, face à laquelle "Billancourt est la seule usine de carrosserie montage" de Renault, qui ensuite délocalise à Flins en octobre 1951 et Cléon en 1958. L'augmentation de 5 % proposée est jugée "très insuffisante", les usines Renault sont le 22 février à l'épicentre, Billancourt par Ford Poissy, SIMCA Nanterre et Peugeot, le conflit de la métallurgie parisienne "s’étend aux régions". Le gouvernement ordonne "l’évacuation de Billancourt", occupée, par "mobilisation massive des forces de l’ordre". Renault Licencie 4 délégués et 16 seize militants CGT mais ne frappe pas la CFTC, "pourtant très impliquée dans le mouvement, qui dénonce cette attitude comme une manœuvre de division". Pas abattue, la CGT fait grève ensuite dès 1952 pour dénoncer l’emprisonnement du leader algérie Messali Hadj et nombre annuel de débrayages culmine ensuite à 97, l'année de la grève d'août 1953, démarrée chez les cheminots, les postiers et une bonne partie de la fonction publique. Billancourt hésite à les suivre et s'y joint au moment où elle obtient satisfaction
.

### Régions touchées
La grève touche toutes les régions mais pas toujours au même moment, y compris celle de Paris, où 11000 ouvriers ont repris le travail dès le 4 mars, malgré la protestation du "comité des syndicats" contre l'altitude des employeurs dans les propositions salariales, qui tend, selon lui, "à maintenir délibérément les travailleurs dans la misère".
Dans la partie septentrionale du département du Nord, environ la moitié des 28000 ouvriers suivis par la presse sont en grève début mars, au moment où dans la vallée de la Sambre, bastion de l'industrie sidérurgique, 34000 autres ouvriers se sont mis en grève, contraignant deux entreprises de Maubeuge et Bavay à "accorder les 3 000 francs réclamés par leur personnel" en échange de la poursuite du travail. La grève touche aussi en Alsace les ouvriers de l'usine Bugatti de Molsheim, des ateliers de Koenigshoffen et des forges de Strasbourg et en France-Comté les usines Peugeot de Sochaux et Alsthom de Belfort.
Dans la Loire, ce sont les aciéries de Firminy, d'Holtzer, de la marine et d'Homecourt, à Saint-Chamond, qui ont été touchées, mais via un référendum les ouvriers cégétistes ont "repoussé la grève par 845 voix contre 623", ce qui est aussi le cas à Nantes, où "les ouvriers se sont prononcés contre la grève à une majorité de 57 % des votants".
Les grèves se poursuivent" lors de la troisième semaine de mars 1950, observe le journal Le Monde du 22 mars, et s'étendent à d'autres secteurs comme "les industries du bâtiment, des matériaux de construction et des travaux publics" ou encore "les chantiers de barrages hydro-électriques".
En Bretagne, " l'unité syndicale n'allait pas de soi" mais se produit souvent et le mouvement dure un mois jusqu'à la mi-avril 1950, soutenu en particulier par l'Union des femmes françaises, dont la présidente va manifester à Brest, où la députée communiste Marie Lambert est emprisonnée, où un ouvrier trouve la mort et où la manifestation du 17 avril est interdite par un arrêté anti-daté.

### Issue
Les grèves s'achèvent "par un "dur échec",, la décision de 5% d'augmentation des salaires "n'est pas modifiée et de nombreux délégués et militants sont licenciés". En Lorraine, la société sidérurgique De Wendel licencie 52 salariés sysndicalistes "d'un coup".

## Conséquences
Cette grève est "l'occasion pour la CFTC de prendre un bon départ" pour on implantation dans la classe ouvrière, jusque-là faible, en se faisant connaitre dans la sidérurgie lorraine, où "quelques jeunes militants", issus de la Jeunesse ouvrière chrétienne", animés par Eugène Descamps, futur secrétaire de la CFDT, sont "très actifs, unitaires et exigeants à la fois avec la CGT". En mars 1950, Eugène Descamps débarqua à Hayange en pleine grève de la sidérurgie et se "lança à corps perdu dans l’action aux côtés de la CGT", en combattant "pour obtenir la réintégration des syndicalistes licenciés" ce qui lui valut une réelle popularité auprès des travailleurs, ce qui facilita son travail de syndicalisation.
Le mouvement social de 1950 fut important aussi chez les employés, secteur où la CFTC était déjà mieux implantée que chez les ouvriers, et déclencha "une prise de conscience des divisions syndicales" qui fit que les deux années suivantes "les mouvements se heurtèrent au souvenir de la grève de 1950", plutôt mauvais.
Au sein de la CGT, le conflit social entraîne la montée de militants syndicaux. Ainsi Henri Bruyère remplaça en 1950 Paul Lamarche comme secrétaire général de la CGT de l'Oise, et son bastion de l'usine sidérurgique de Montataire, où travaillent plusieurs milliers d'ouvriers, car ce dernier fut "écarté à la suite des grèves de mars 1950" tandis qu'une tentative d'éviction d'un autre leader cégétiste, Roland Bertrand, échoue.